# Christophe Lemoine (scénariste)
Pour les articles homonymes, voir Lemoine.
Ne doit pas être confondu avec l'acteur Christophe Lemoine
Christophe Lemoine, né le 21 avril 1966 à Casablanca, est un scénariste, réalisateur, acteur, scénariste de bande dessinée et un écrivain de littérature de jeunesse français. Il intervient aussi régulièrement comme script doctor.

## Biographie
Christophe Lemoine est né le 21 avril 1966 à Casablanca, et est arrivé en France à l’âge de 13 ans.

## Filmographie

### Cinéma

#### Scénariste
- 2013 : Pop Redemption de Martin Le Gall : script doctor
- 2015 : L'Œil du cyclone de Sékou Traoré[3]. Étalon de bronze du festival Fespaco 2015[4]
- 2020 : Tijuana Bible de Jean-Charles Hue. Collaboration au scénario[5].

#### Acteur
- 1995 : La Cérémonie de Claude Chabrol : le vendeur de lunettes
- 1995 : Élisa de Jean Becker : un homme dans le bal

### Courts-métrages
- 1991 : Marche funèbre : scénariste, réalisateur
- 1997 : La troisième valise : scénariste, réalisateur
- 2009 : Marteau ciseaux : scénariste, réalisateur, acteur
- 2010 : Quidam de Gaël Naizet : acteur
- 2012 : Nouvelle cuisine de Vincent Hazard : script doctor
- 2013 : Nuisible de Tom Haugomat et Bruno Mangyoku : script doctor

### Télévision

#### Scénariste
- 2019 : Helvetica de Romain Graf : story editor[6]. Prix de la meilleure fiction francophone étrangère au Festival de la fiction TV de La Rochelle 2019
- 2021 : Fin Ar Bed saison 2 de Nicolas Leborgne[7].
- 2022 : La Vie devant de Frédéric Recrosio, Klaudia Reynicke et  Kristina Wagenbauer : Collaboration au scénario[8].

#### Acteur
- 1996 : Les Liens du cœur de Josée Dayan
- 1998 : Louise et les Marchés de Marc Rivière : l'adjoint au maire
- 1999 : La Voleuse de Saint-Lubin de Claire Devers : un policier

### Web

#### Scénariste
- 2016 : Coquilles de Benjamin Botella et Tom Roginski [9]. Série d'animation avec les voix de Elie Semoun et Bruno Salomone

## Publications

### Bandes dessinées
- Jacquou le Croquant[10],[11], d'après l'œuvre éponyme de Eugène Le Roy, dessins de Cécile, Vents d'Ouest, 2015  (ISBN 978-2-7493-0776-3)
- Poil de Carotte, d'après l'œuvre éponyme de Jules Renard, dessins de Cécile, Vents d'Ouest, 2014  (ISBN 978-2-7493-0732-9)
- Clara, dessins de Cécile, Le Lombard, 2012  (ISBN 978-2-8036-3071-4)
- La Guerre des boutons, d'après l'œuvre éponyme de Louis Pergaud, dessins de Cécile, Vents d'Ouest, 2012  (ISBN 978-2-7493-0664-3)
- Arthur et la vengeance de Maltazard, d'après les films de Luc Besson, Glénat, collection Jeunesse (à partir de Tome 2), dessins de Cécile

1. La BD du film - Tome 1, dessins de Cécile, 2009  (ISBN 978-2-7234-7356-9)
2. La BD du film - Tome 2, dessins de Cécile, 2010  (ISBN 978-2-7234-7525-9)
3. La Guerre des deux mondes, dessins de Cécile et Fred Vignaux, 2010  (ISBN 978-2-7234-7927-1)

- Satori en province, dessins de Bibeur Lu, Les Enfants Rouges, collection Mimosa, 2010  (ISBN 978-2-354-19035-4)
- L'île au trésor, d'après l'œuvre éponyme de Robert Louis Stevenson, dessins de Jean-Marie Woehrel, Glénat, collection Les Incontournables de la BD, 2010  (ISBN 978-2-357-10082-4)
- L'Odyssée, d'après l'œuvre éponyme d'Homère, dessins de Miguel Lalor, Glénat, collection Les Incontournables de la BD, 2010  (ISBN 978-2-357-10091-6)
- Robinson Crusoé, d'après l'œuvre éponyme de Daniel Defoe, dessins de Jean-Christophe Vergne, Glénat, collection Les Incontournables de la BD, 2007  (ISBN 978-995-349-302-2)
- Les trois imposteurs, dessins de Jean-Marie Woehrel, Glénat, collection La Loge noire

1. Le Réveil du Serpent[12], 2005  (ISBN 2-7234-4908-4)
2. Les Voies de l'hérésie, 2006  (ISBN 2-7234-5280-8)

### Littérature jeunesse
- Tout… sauf mon Père Milan Poche Cadet +, illustrations de Stanislas Barthélémy  (ISBN 978-2-7459-3509-0), 2008
- Nulman, Thierry Magnier Petite Poche  (ISBN 978-2-84420-353-3), 2005
- Sur la Piste du Grand Chef, Milan Poche Cadet, illustrations de Boiry  (ISBN 978-2-7459-3171-9), 2004

## Récompenses
- Prix Latulu 2015 pour Poil de Carotte
- Prix de la Ligue de l'Enseignement au festival BD Boum de Blois 2012 pour Clara
- Prix des Écoles au festival Terre de Bulles de Langeac 2012 pour  La Guerre des Boutons